# Tritia nitida
Espèce
Tritia nitida (anciennement Nassarius nitidus) est une espèce de mollusques gastéropodes de la famille des Nassariidae. Bien que définie très tôt, dès 1867, elle est cependant longtemps considérée comme une sous-espèce de Tritia reticulata. Ce n'est qu'à la fin des années 1990 que les deux espèces sont définitivement considérées comme séparées. En 2012, une étude ADN vient expliciter les ressemblances et différences entre ces espèces.

## Distribution
On peut trouver Tritia nitida sur l'ensemble de la mer Méditerranée, ainsi que dans la mer Noire. Elle se trouve également sur le littoral atlantique jusqu'en mer du Nord, conjointement à la nasse réticulée Tritia reticulata.
Cette espèce de nasse vit dans des eaux relativement tempérées, dans les zones estuariennes, les eaux calmes et sur les fonds vaseux.

## Description
E. Rolán & A. A. Luque, dans leur publication de 1994, ont distingué trois formes différentes de Nassarius nitidus. Parmi les caractéristiques communes aux trois formes de l'animal, ils mentionnent une  coloration plutôt sombre. Toujours selon leur étude, l'encoche siphonale et le bord extérieur de l'ouverture, vus de la base, forment généralement un angle obtus.
La taille de la coquille varie entre 24 et 33 mm.

## Écologie
Tritia nitida est un escargot marin charognard, fréquentant les eaux peu profondes avec des fonds sablonneux le long des côtes
Comme d'autres escargots marins, Tritia nitida passe ses premiers jours sous forme de larve, dérivant au gré du courant, avant de se déposer dans les sédiments à une profondeur de 20 mètres. Là, la larve se métamorphose en un individu entièrement développé. Il reste ensuite dans les eaux profondes, enfoui dans les sédiments jusqu'à ce qu'il atteigne sa maturité sexuelle, celle-ci se produisant à l'âge de quatre ans et lorsque l'animal atteint une longueur moyenne de 15 mm. 
L'animal commence alors à faire des migrations saisonnières, passant ainsi des eaux profondes au début du printemps pour atteindre les eaux peu profondes en juin et ou il reste durant les mois d'été. Le retour commence en septembre, pour éviter le risque de gel, et est achevé en décembre.
En raison de sa sensibilité à certains polluants, l'animal peut être utilisé pour monitorer cette pollution.

## Histoire évolutive
Les données ADN suggèrent que, lors de la dernière glaciation du Pléistocène, les populations de Tritia nitida ont trouvé refuge dans deux zones clairement identifiées, la zone adriatique et les côtes atlantiques espagnoles. Si la glaciation semble n'avoir pas affecté la population adriatique, qui a connu une croissance régulière, les populations atlantiques, elles, n'ont commencé à connaître une croissance rapide qu'au terme de l'évènement climatique.
Selon la même étude, l'origine des Tritia nitida serait, par ailleurs, méditerranéenne.